# Michael Woolston Ash
Michael Woolston Ash (* 5. März 1789 in Philadelphia, Pennsylvania; † 14. Dezember 1858 ebenda) war ein US-amerikanischer Politiker. Zwischen 1835 und 1837 vertrat er den Bundesstaat Pennsylvania im US-Repräsentantenhaus.

## Werdegang
Nach einem Jurastudium und seiner 1811 erfolgten Zulassung als Rechtsanwalt begann Michael Ash in Philadelphia in diesem Beruf zu arbeiten. Während des Britisch-Amerikanischen Krieges war er Offizier einer Freiwilligeneinheit aus Pennsylvania. Nach dem Krieg praktizierte er zusammen mit dem späteren US-Präsidenten James Buchanan als Rechtsanwalt. Später schlug er als Mitglied der Demokratischen Partei eine politische Laufbahn ein.
Bei den Kongresswahlen des Jahres 1834 wurde Ash im dritten Wahlbezirk von Pennsylvania in das US-Repräsentantenhaus in Washington, D.C. gewählt, wo er am 4. März 1831 die Nachfolge von John Goddard Watmough antrat. Da er im Jahr 1836 auf eine weitere Kandidatur verzichtete, konnte er bis zum 3. März 1837 nur eine Legislaturperiode im Kongress absolvieren. Diese waren von den Diskussionen um die Politik von Präsident Andrew Jackson bestimmt.
Nach dem Ende seiner Zeit im US-Repräsentantenhaus betätigte sich Michael Ash wieder als Anwalt. Er starb am 14. Dezember 1858 in seiner Heimatstadt Philadelphia, wo er auch beigesetzt wurde.